# David Lewis (1er baron Brecon)
Pour les articles homonymes, voir David Lewis et Lewis.
David Vivian Penrose Lewis (14 août 1905 - 10 octobre 1976) est un homme d'affaires gallois et homme politique conservateur.

## Biographie
Lewis est le fils d'Alfred William Lewis de Talybont-on-Usk dans le Breconshire, et fait ses études à l'école de Monmouth.
En décembre 1957, il est nommé ministre d'État aux Affaires galloises par le premier ministre Harold Macmillan, et en janvier suivant, il est élevé à la pairie en tant que baron Brecon, de Llanfeigan dans le comté de Brecknock. Il est admis au Conseil privé en 1960 et reste ministre d'État aux Affaires galloises jusqu'en 1964, de 1963 à 1964 sous la direction d'Alec Douglas-Home.

## Famille
Lord Brecon épouse Mabel Helen, fille de James McColville, en 1933. Ils ont deux filles. Lady Brecon est juge de paix du Breconshire et haut shérif du comté en 1971. En 1964, elle est nommée CBE. Lord Brecon est décédé en octobre 1976, à l'âge de 71 ans. Comme il n'a pas de fils, le titre s'éteint à sa mort. Lady Brecon survit à son mari de près de trente ans et est décédée en septembre 2005, à l'âge de 96 ans.